# Тактичний ліхтар

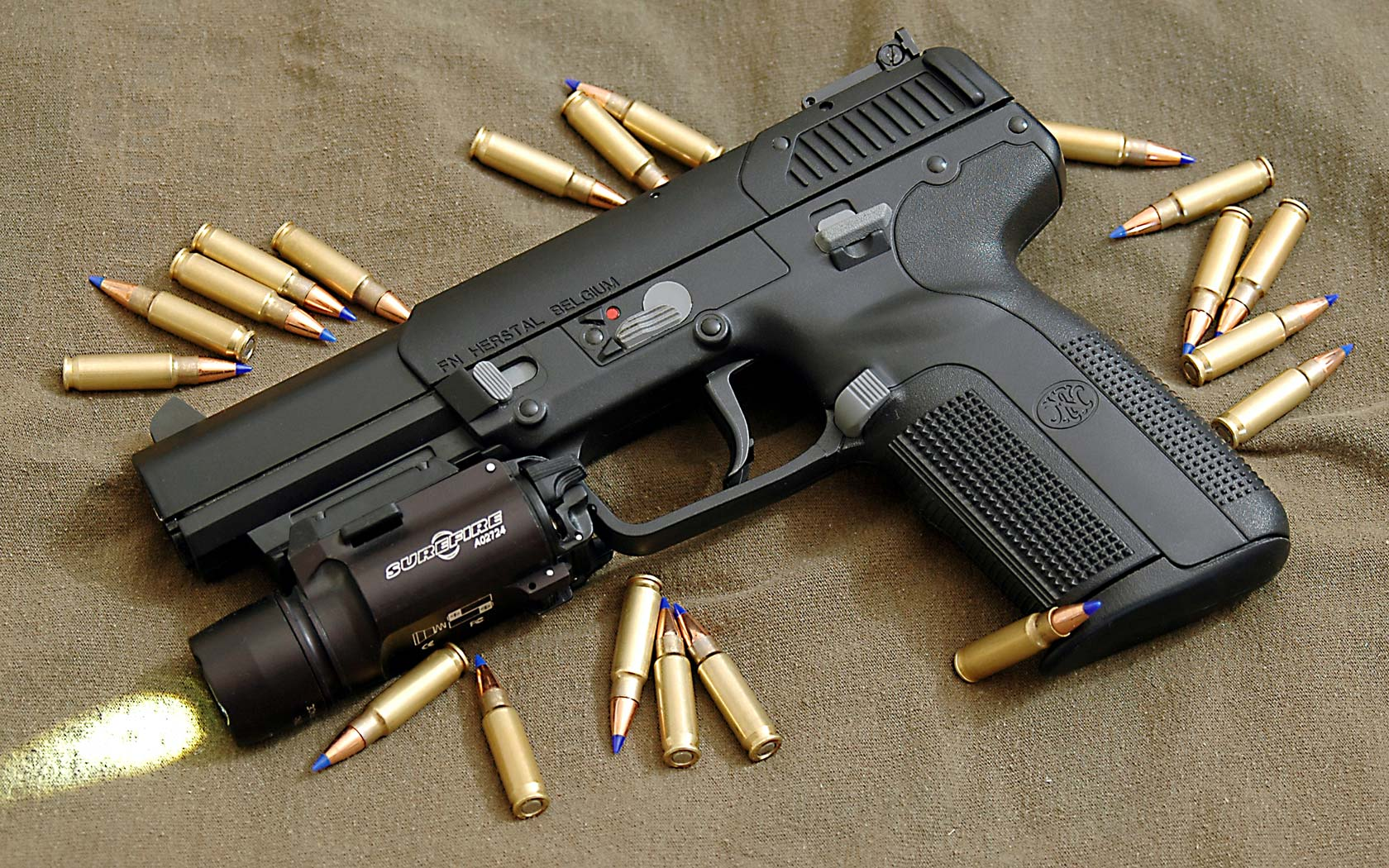
Підствольний ліхтар на пістолеті FN Five-seven

Такти́чний ліхта́р (підство́льний ліхта́р) — ліхтар, що використовується разом з вогнепальною зброєю для підсвічування цілі, крім того, може використовуватись для тимчасового осліплення і дезорієнтації супротивника. Тактичні ліхтарі бувають як ручними, так і встановлюваними на зброю. Раніше джерелом світла застосовували лампу розжарювання, що заповнюється інертним газом ксеноном, пізніше почали використовувати яскраві світлодіоди.
В сучасних умовах джерелом світла в тактичних ліхтарях є тільки потужні світлодіоди, що дозволяють використовувати ліхтарі на відстані до 100 метрів і більше.